# Meloe impressa
Meloe impressa là một loài bọ cánh cứng trong họ Meloidae. Loài này được Kirby miêu tả khoa học năm 1837.